# Risque pays
Le risque pays est une notion que l’on rapproche régulièrement du risque politique. La naissance de ce concept correspondrait à la nationalisation du Canal de Suez par Gamal Abdel Nasser en 1956. La définition du risque pays a fait l’objet de plusieurs travaux. Celle de Bernard Marois est : « Le risque-pays peut être défini comme le risque de matérialisation d'un sinistre, résultant du contexte économique et politique d'un État étranger, dans lequel une entreprise effectue une partie de ses activités». Certains pays peuvent présenter des vulnérabilités par rapport aux investissements internationaux. L'analyse de la vulnérabilité par rapport à ce type de risque devient une nécessité dans la gestion des risques financiers.
Le Fonds monétaire international consacre des travaux à la prévention des crises dans ce domaine. L'objectif est d'améliorer l'aptitude à déterminer le degré de vulnérabilité des pays membres face aux crises financières. Les indicateurs de vulnérabilité forment un volet essentiel de ces travaux. Ils apportent une contribution déterminante à l'exercice de la surveillance et aux opérations de prêts du FMI.
Ces indicateurs sont utilisés aux fins de l'analyse et des tests de résistance dans le cadre du programme d'évaluation du secteur financier, ainsi que pour les modèles de systèmes d'alerte précoce (SAP).
Un exemple de risque pays est celui de la crise de la dette publique grecque de 2010.
Le risque pays est actuellement évalué par les agences de notation financière (Standard & Poor's, Moody's, Fitch Ratings) ainsi que par les sociétés d'assurance-crédit (Euler Hermes, Coface, Atradius) ainsi que par les grandes banques d'investissement. 

## Évaluation du risque pays
Les trois piliers mis en avant par Coface pour évaluer ce risque pays sont les perspectives macroéconomiques, financières et politiques du pays en question. Cette note indique le risque d’impayé en considérant les influences macroéconomiques, financières et politiques.
La notation des pays procède d’une analyse multicritères : contexte politique, situation financière extérieure, solvabilité de l’État, vulnérabilité à un retrait de capitaux, fragilité du secteur bancaire, croissance et solidité de la croissance à long terme, indicateurs macro-économiques des pays industrialises, comportement de paiement pour les grands contrats.  
Ces notes sont ensuite pondérées et aboutissent à une note finale débouchant sur le classement du pays dans une échelle à 8 niveaux.